# Composizione del Congresso di Stato
La composizione del Congresso di Stato, cioè dell'organo esecutivo della Repubblica di San Marino, è la seguente.

## XXIII Legislatura (1993-1998)
Dopo le elezioni politiche del 1993 si costituisce una coalizione formata da Partito Democratico Cristiano Sammarinese e Partito Socialista Sammarinese.
| Segreteria | Titolare                                   | Partito |
| ---------- | ------------------------------------------ | ------- |
|            | Gabriele Gatti                             |         |
|            | Antonio Lazzaro Volpinari                  |         |
|            | Clelio Galassi                             |         |
|            | Fiorenzo Stolfi                            |         |
|            | Emma Rossi Luciano Ciavatta dal 13.05.1997 |         |
|            | Ottaviano Rossi                            |         |
|            | Sante Canducci                             |         |
|            | Pier Marino Menicucci                      |         |
|            | Claudio Podeschi                           |         |
|            | Augusto Casali                             |         |

## XXIV Legislatura (1998-2001)
Dopo le elezioni politiche del 1998 si costituisce una coalizione formata da Partito Democratico Cristiano Sammarinese e Partito Socialista Sammarinese.
| Segreteria | Titolare                  | Partito |
| ---------- | ------------------------- | ------- |
|            | Gabriele Gatti            |         |
|            | Antonio Lazzaro Volpinari |         |
|            | Clelio Galassi            |         |
|            | Fiorenzo Stolfi           |         |
|            | Sante Canducci            |         |
|            | Luciano Ciavatta          |         |
|            | Augusto Casali            |         |
|            | Claudio Podeschi          |         |
|            | Romeo Morri               |         |
|            | Cesare Antonio Gasperoni  |         |

Nel 2000 si costituisce una nuova compagine formata da Partito Democratico Cristiano Sammarinese, PPDS e SR.
| Segreteria | Titolare                 | Partito |
| ---------- | ------------------------ | ------- |
|            | Gabriele Gatti           |         |
|            | Francesca Michelotti     |         |
|            | Clelio Galassi           |         |
|            | Emma Rossi               |         |
|            | Sante Canducci           |         |
|            | Roberto Bucci            |         |
|            | Stefano Macina           |         |
|            | Claudio Podeschi         |         |
|            | Romeo Morri              |         |
|            | Cesare Antonio Gasperoni |         |

## XXV Legislatura (2001-2006)
La legislatura si apre a seguito delle elezioni politiche del 2001.
| 13 luglio 2001              | PDCS, PSS      | Gabriele Gatti, Fiorenzo Stolfi, Clelio Galassi, Maurizio Rattini, Pasquale Valentini, Fabio Berardi, Paride Andreoli, Sante Canducci, Pier Marino Mularoni, Pier Marino Menicucci    |
| 21 maggio 2002              | PDCS, PSS      | Romeo Morri, Pier Marino Mularoni, Fiorenzo Stolfi, Maurizio Rattini, Pasquale Valentini, Fabio Berardi, Paride Andreoli, Gian Carlo Venturini, Pier Marino Menicucci, Augusto Casali |
| 25 giugno 2002              | PSS, PdD, APDS | Augusto Casali, Emma Rossi, Fiorenzo Stolfi, Claudio Felici, Fausta Morganti, Fabio Berardi, Paride Andreoli, Maurizio Rattini, Fernando Bindi, Tito Masi.                            |
| 17 dicembre 2002            | PDCS, PSS      | Fiorenzo Stolfi, Loris Francini, Pier Marino Mularoni, Maurizio Rattini, Pasquale Valentini, Fabio Berardi, Paride Andreoli, Rosa Zafferani, Gian Carlo Venturini, Alberto Cecchetti. |
| 15 dicembre 2003            | PDCS, PSS, PdD | Fabio Berardi, Loris Francini, Pier Marino Mularoni, Claudio Felici, Rosa Zafferani, Gian Carlo Venturini, Paride Andreoli, Massimo Roberto Rossini.                                  |
| 12 febbraio 2005 (rimpasto) | PDCS, PSS, PdD | Fabio Berardi, Pier Marino Mularoni, Rosa Zafferani, Claudio Felici, Gian Carlo Venturini, Paride Andreoli, Massimo Roberto Rossini, Giovanni Lonfernini.                             |

## XXVI Legislatura (2006-2008)
A seguito alle elezioni politiche del 2006 per il rinnovo del Consiglio Grande e Generale è emersa una maggioranza di centrosinistra, formata da Partito dei Socialisti e dei Democratici, Alleanza Popolare dei Democratici Sammarinesi e Sinistra Unita che controlla 32 dei 60 seggi del Parlamento monocamerale della Repubblica.
Il 27 luglio 2006 tale maggioranza ha espresso un Congresso di Stato composto da 6 Segretari di Stato del PSD, 2 di AP e 2 di SU.
| Dicastero                                                                                     | Segretario di Stato  | Partito |
| --------------------------------------------------------------------------------------------- | -------------------- | ------- |
| Affari Esteri e Politici e Programmazione Economica                                           | Fiorenzo Stolfi      | PSD     |
| Affari Interni e Protezione Civile                                                            | Valeria Ciavatta     | AP      |
| Finanze e Bilancio, Poste e Rapporti con l'Azienda Autonoma di Stato Filatelica e Numismatica | Stefano Macina       | PSD     |
| Industria, Artigianato, Commercio, Ricerca e Rapporti con l'Azienda dei Servizi               | Tito Masi            | AP      |
| Territorio, Ambiente, Agricoltura e Rapporti con l'Azienda Autonoma di Stato di Produzione    | Marino Riccardi      | PSD     |
| Turismo, Sport, Telecomunicazioni e Cooperazione economica                                    | Paride Andreoli      | PSD     |
| Sanità e Sicurezza Sociale, Pari Opportunità, Previdenza                                      | Fabio Berardi        | PSD     |
| Pubblica Istruzione, Università, Cultura, Affari Sociali                                      | Francesca Michelotti | SU      |
| Lavoro, Cooperazione e Politiche giovanili                                                    | Antonello Bacciocchi | PSD     |
| Giustizia, Rapporti con le Giunte di Castello, Informazione e Pace                            | Ivan Foschi          | SU      |

## XXVII Legislatura (2008-2012)
Dopo le elezioni politiche del 2008 si costituisce una coalizione di centrodestra formata dal Patto per San Marino Partito Democratico Cristiano Sammarinese, Alleanza Popolare dei Democratici Sammarinesi, Noi Sammarinesi, Nuovo Partito Socialista, Moderati Sammarinesi, Arengo e Libertà, Euro Popolari Sammarinesi.
| Dicastero                                                                                                  | Segretario di Stato  | Partito  |
| --- | -------------------- | -------- |
| Affari Esteri e Politici, le Telecomunicazioni e i Trasporti                                               | Antonella Mularoni   | AP       |
| Affari Interni e Protezione Civile                                                                         | Valeria Ciavatta     | AP       |
| Finanze e Bilancio, i Rapporti con l'Azienda Autonoma di Stato Filatelica e Numismatica                    | Gabriele Gatti       | PDCS     |
| Industria, Artigianato e il Commercio                                                                      | Marco Arzilli        | NS       |
| Territorio, Ambiente, Agricoltura e Rapporti con l'Azienda Autonoma di Stato di Produzione                 | Gian Carlo Venturini | PDCS     |
| Turismo, Sport, Programmazione Economica e Rapporti con L'Azienda Autonoma di Stato per i Servizi Pubblici | Fabio Berardi        | AL       |
| Sanità e Sicurezza Sociale, Previdenza, la Famiglie e gli Affari Sociali, le Pari Opportunità              | Claudio Podeschi     | PDCS     |
| Pubblica Istruzione, Università, Cultura, Politiche Giovanili                                              | Romeo Morri          | Moderati |
| Lavoro, Cooperazione e le Poste                                                                            | Gian Marco Marcucci  | EPS      |
| Giustizia, l'Informazione, la Ricerca e i Rapporti con le Giunte di Castello, Informazione e Pace          | Augusto Casali       | NPS      |

## XXVIII legislatura (2012-2016)
La legislatura si apre a seguito delle elezioni politiche del 2012, che vedono la vittoria della coalizione composta da Partito Democratico Cristiano Sammarinese, Partito dei Socialisti e dei Democratici ed Alleanza Popolare. Il Congresso è composto da otto Segretari di Stato:
| Dicastero                                                                                     | Segretario di Stato                                           | Partito |
| --------------------------------------------------------------------------------------------- | ------------------------------------------------------------- | ------- |
| Affari Esteri e Politici, le Telecomunicazioni e i Trasporti                                  | Pasquale Valentini                                            | PDCS    |
| Affari Interni e Protezione Civile                                                            | Gian Carlo Venturini                                          | PDCS    |
| Finanze e Bilancio, i Rapporti con l'Azienda Autonoma di Stato Filatelica e Numismatica       | Claudio Felici (2012-2014) Gian Carlo Capicchioni (2014-2016) | PDCS    |
| Industria, Artigianato e il Commercio                                                         | Marco Arzilli                                                 | NS      |
| Territorio, Ambiente, Agricoltura e Rapporti con l'Azienda Autonoma di Stato di Produzione    | Matteo Fiorini (2012-2014) Antonella Mularoni (2014-2016)     | PDCS    |
| Sanità e Sicurezza Sociale, Previdenza, la Famiglie e gli Affari Sociali, le Pari Opportunità | Francesco Mussoni                                             | PDCS    |
| Pubblica Istruzione, Università, Cultura, Politiche Giovanili                                 | Giuseppe Maria Morganti                                       | PSD     |
| Lavoro, Cooperazione e le Poste                                                               | Iro Belluzzi                                                  | PSD     |

## XXIX legislatura (2016-2019)
La legislatura si apre a seguito delle elezioni politiche del 2016, che si chiudono con la vittoria della coalizione Adesso.sm, composta da Sinistra Socialista Democratica, Repubblica Futura e Movimento Civico10 in seguito al secondo turno di ballottaggio. Il Congresso è composto da sette Segretari di Stato:
| Dicastero                                                                                     | Segretario di Stato                            | Partito |
| --------------------------------------------------------------------------------------------- | ---------------------------------------------- | ------- |
| Affari Esteri e Politici, le Telecomunicazioni e i Trasporti                                  | Nicola Renzi                                   | RF      |
| Affari Interni e Protezione Civile                                                            | Guerrino Zanotti                               | SSD     |
| Finanze e Bilancio, i Rapporti con l'Azienda Autonoma di Stato Filatelica e Numismatica       | Simone Celli (2016-2018) Eva Guidi (2018-2019) | SSD     |
| Industria, Artigianato e il Commercio                                                         | Andrea Zafferani                               | C10     |
| Territorio, Ambiente, Agricoltura e Rapporti con l'Azienda Autonoma di Stato di Produzione    | Augusto Michelotti                             | SSD     |
| Sanità e Sicurezza Sociale, Previdenza, la Famiglie e gli Affari Sociali, le Pari Opportunità | Franco Santi                                   | C10     |
| Pubblica Istruzione, Università, Cultura, Politiche Giovanili                                 | Marco Podeschi                                 | RF      |

## XXX legislatura (2019-2024)
La legislatura si apre a seguito delle elezioni politiche del 2019, che si concludono in seguito al primo turno di votazione con l'accordo post-elettorale tra Partito Democratico Cristiano Sammarinese, Movimento Civico R.E.T.E. (che abbandona la maggioranza nel 2023), Domani Motus Liberi e Noi per la Repubblica. Il Congresso è composto da dieci Segretari di Stato: 
| Dicastero                                                                                                  | Segretario di Stato           | Partito |
| --- | ----------------------------- | ------- |
| Affari Esteri e Politici, le Telecomunicazioni e i Trasporti                                               | Luca Beccari                  | PDCS    |
| Affari Interni e Protezione Civile                                                                         | Elena Tonnini (2019-2023)     | RETE    |
| Affari Interni e Protezione Civile                                                                         | Gian Nicola Berti (2023-2024) | NPR     |
| Finanze e Bilancio, i Rapporti con l'Azienda Autonoma di Stato Filatelica e Numismatica                    | Marco Gatti                   | PDCS    |
| Industria, Artigianato e il Commercio                                                                      | Fabio Righi                   | DML     |
| Territorio, Ambiente, Agricoltura e Rapporti con l'Azienda Autonoma di Stato di Produzione                 | Stefano Canti                 | PDCS    |
| Turismo, Sport, Programmazione Economica e Rapporti con L'Azienda Autonoma di Stato per i Servizi Pubblici | Federico Pedini Amati         | NPR     |
| Sanità e Sicurezza Sociale, Previdenza, la Famiglie e gli Affari Sociali, le Pari Opportunità              | Roberto Ciavatta (2019-2023)  | RETE    |
| Sanità e Sicurezza Sociale, Previdenza, la Famiglie e gli Affari Sociali, le Pari Opportunità              | Mariella Mularoni (2023-2024) | PDCS    |
| Pubblica Istruzione, Università, Cultura, Politiche Giovanili                                              | Andrea Belluzzi               | NPR     |
| Lavoro, Cooperazione e le Poste                                                                            | Teodoro Lonfernini            | PDCS    |
| Giustizia, l'Informazione, la Ricerca e i Rapporti con le Giunte di Castello, Informazione e Pace          | Massimo Andrea Ugolini        | PDCS    |

## XXXI legislatura (2024-)
La legislatura si apre a seguito delle elezioni politiche del 2024, che si concludono in seguito al primo turno di votazione con l'accordo post-elettorale tra Partito Democratico Cristiano Sammarinese, Libera San Marino/Partito Socialista, Partito dei Socialisti e dei Democratici e Alleanza Riformista. Il Congresso è composto da dieci Segretari di Stato:
| Dicastero                                                                                                  | Segretario di Stato   | Partito |
| --- | --------------------- | ------- |
| Affari Esteri e Politici, le Telecomunicazioni e i Trasporti                                               | Luca Beccari          | PDCS    |
| Affari Interni e Protezione Civile                                                                         | Andrea Belluzzi       | PSD     |
| Finanze e Bilancio, i Rapporti con l'Azienda Autonoma di Stato Filatelica e Numismatica                    | Marco Gatti           | PDCS    |
| Industria, Artigianato e il Commercio                                                                      | Rossano Fabbri        | AR      |
| Territorio, Ambiente, Agricoltura e Rapporti con l'Azienda Autonoma di Stato di Produzione                 | Matteo Ciacci         | Libera  |
| Turismo, Sport, Programmazione Economica e Rapporti con L'Azienda Autonoma di Stato per i Servizi Pubblici | Federico Pedini Amati | PSD     |
| Sanità e Sicurezza Sociale, Previdenza, la Famiglie e gli Affari Sociali, le Pari Opportunità              | Mariella Mularoni     | PDCS    |
| Pubblica Istruzione, Università, Cultura, Politiche Giovanili                                              | Teodoro Lonfernini    | PDCS    |
| Lavoro, Cooperazione e le Poste                                                                            | Alessandro Bevitori   | Libera  |
| Giustizia, l'Informazione, la Ricerca e i Rapporti con le Giunte di Castello, Informazione e Pace          | Stefano Canti         | PDCS    |